# 海軍大臣 (英國)
海軍大臣（英語：Lord High Admiral）自15世紀以來是英格蘭（及其後的大不列顛和聯合王國）的皇家海軍名義首長。這個職位主要由廷臣或英國皇室成員擔任，而非專業海軍將官。海軍大臣也屬於英國九個國務重臣之一。
自17世紀以降，每當有個人獲任命為海軍大臣，均會附設一個海軍大臣理事會，以襄助海軍大臣處理日常政務和協助執行海軍部的部份職務。但如果海軍大臣一職並非由一人擔任，那麼職位便通常處於「委員會狀態」，並由一個以第一海軍大臣擔任主席的海軍部專員委員會代行職務，這個安排由1709年起一直持續到1964年。1964年，第一海軍大臣一職被裁撤，而海軍部專員的職能則轉移到海軍部委員會和涵蓋三軍的英國國防理事會。
自1964年起，海軍大臣的職銜一直由英國君主兼領，除了2011年至2021年间由愛丁堡公爵菲臘親王担任，英女皇伊丽莎白二世在2011年為紀念皇夫90大壽而把職銜授予對方，菲利普任職至2021年薨逝為止。海军大臣的职衔一般由现任君主持有，直到其决定将头衔授予其他人。现任海军大臣是现任国王查尔斯三世，他自2022年9月8日即位后即持有该头衔。